# Guardapesca
Il guardapesca, oggi denominato più comunemente Guardia Ittica, è una figura professionale che si occupa di tutela e salvaguardia della fauna ittica e vigila sul rispetto delle norme che vietano o regolano la pesca in determinate zone e stagioni.
In Italia i guardapesca possono essere sia funzionari pubblici, sia volontari che si occupano di far rispettare le leggi in materia di pesca e gli accordi internazionali italo-svizzeri sui laghi. Le competenze del guardapesca, per le proprie peculiari caratteristiche, sono svolte dal personale appartenente al Comando Unità Tutela Forestale Ambientale e Agroalimentare Carabinieri e alla Polizia Provinciale o più propriamente dipendente di Associazioni o Organizzazioni Ambientaliste, quali ad esempio il WWF, Sea Shepherd Conservation Society, l'AILCA - Agenzia italiana per la lotta al crimine ambientale e l'ANPANA - Associazione Nazionale Protezione Animali Natura e Ambiente

## Funzioni
La loro attività di controllo (prevenzione e vigilanza) si rivolge a tutte le persone che praticano la pesca: dilettanti e professionisti. I guardapesca proteggono e favoriscono lo sviluppo dei biotopi e delle relative fauna e flora acquatiche. Raccolgono informazioni scientifiche e statistiche riguardanti gli spazi vitali della fauna ittica e assicurano i contatti con l'utenza, in particolare i pescatori.
I Guardapesca, rivestono la qualifica di "Ufficiale e Agente di Polizia Giudiziaria", nei limiti del servizio cui sono destinati e secondo le rispettive attribuzioni. Hanno autorità per redigere verbali di accertamento e, secondo specifiche leggi regionali, hanno competenza non soltanto in materia di vigilanza ittica, ma anche in materia micologica, ambientale (relativamente alla flora e fauna protetta) e alla circolazione fuoristrada in aree protette e sottoposte a tutela.

### Controllo della pesca
- controllare le licenze di pesca e le catture dei pescatori, professionisti o dilettanti (misura dei pesci, numero e specie delle catture, tecniche utilizzate);
- redigere verbali nei casi di infrazione alla legislazione sulla pesca;

### Sorveglianza di fiumi, laghi e mare
- controllare lo stato dei corsi d'acqua, dei laghi, in particolare le bandite di pesca;
- segnalare tempestivamente, ai servizi competenti, inquinamenti o anomalie nella qualità dell'acqua e proporre misure per la salvaguardia della fauna ittica minacciata;
- partecipare ai lavori necessari per correggere la situazione, per esempio, effettuando una pesca elettrica mirata ad allontanare la fauna ittica dalla zona sinistrata;
- organizzare, coordinare ed effettuare i ripopolamenti quando la qualità dell'acqua è stata ristabilita;
- collaborare a lavori di risanamento (bonifica) o di deviazione di un corso d'acqua (in caso di lavori erigere uno sbarramento a monte e a valle per evitare che i pesci entrino nel perimetro del cantiere);
- trasferire i pesci, in periodi di siccità estrema, da un corso d'acqua in secca ad un altro ambiente più idoneo;
- verificare il ripopolamento naturale di un corso d'acqua o di un settore di lago e, se necessario, procedere a immissioni di pesci di allevamento;

### Gestione delle pescicolture
- controllare le pescicolture, riconoscere le malattie dei pesci e sapere come porvi rimedio;
- raccogliere uova di pesci e allevarli negli stabilimenti specializzati;

### Informazione e amministrazione
- sensibilizzare il pubblico in merito alla protezione dell'ambiente acquatico e della fauna ittica;
- svolgere inchieste e ricerche sullo stato degli ambienti naturali acquatici e sulle popolazioni acquatiche (pesca di inventario, conoscenza e controllo dei biotopi, ecc.)